# Joan Chen
Joan Chen (chinois simplifié : 陈冲 ; chinois traditionnel : 陳冲 ; pinyin : Chén Chōng) est une  actrice, réalisatrice, productrice et scénariste sino-américaine née le 26 avril 1961 à Shanghai (Chine).

## Biographie
Née à Shanghai dans une famille de pharmacologues, Chen et son frère aîné, Chase, sont élevés pendant la révolution culturelle. À l'âge de 14 ans, Chen est découverte sur le champ de tir de l'école par Jiang Qing, l'épouse du leader Mao Zedong et figure majeure du Parti communiste chinois, pour son excellence au tir de précision. Cela lui vaut, en 1975, d'être sélectionnée pour le programme de formation des acteurs du Shanghai Film Studio, où elle est découverte par le réalisateur vétéran Xie Jin, qui la choisit pour jouer dans son film Youth de 1977, dans le rôle d'une sourde-muette dont les sens sont restaurés par une équipe médicale de l'armée. Chen obtient son diplôme de fin d'études secondaires avec un an d'avance et, à l'âge de 17 ans, entre à l'Université d'études internationales de Shanghai, où elle se spécialise en anglais.

## Sa carrière
Joan Chen est découverte par Jiang Qing, à l'âge de 14 ans puis par Xie Jin, qui la fit débuter en 1977 dans son film Youth. Elle devient célèbre en Chine en 1979 pour son rôle dans Little Flower, de Zhang Zheng, qui lui vaut le prix de la meilleure actrice. Le public international la découvre en 1987 dans Le Dernier empereur de Bernardo Bertolucci et en 1990 dans la série Mystères à Twin Peaks, créée par David Lynch et Mark Frost. En 1995 elle joue un duo saphique avec Anne Heche dans Wild Side.
En 1998, elle se lance à la réalisation avec le film Xiu Xiu.

### Festivals
Joan Chen est membre du jury lors de la Berlinale 1996, puis lors de la Mostra de Venise 2014.
Elle a également été membre du jury lors des festivals de Shanghai en 2008, Saint-Sébastien, Hawaii, Antalya, et Saint Petersberg. En 2014 elle préside le Golden Horse Film Festival and Awards.
En 2025 elle est membre du jury lors du 15e Festival international du film de Pékin.

## Filmographie

### Comme actrice

#### Cinéma
- 1977 : Youth (青春) de Xie Jin : Shen Yamei (沈亚妹)
- 1979 : Hearts for the Motherland (zh) (海外赤子) d'Ou Fan (欧凡) et Xing Jitian (邢吉田) : Huang Sihua (黄思华)
- 1979 : Little Flower (zh) (小花) de Zhang Zheng (张铮) : Zhao Xiaohua (赵小花)
- 1981 : Awakening (苏醒) de Teng Wenji (zh) : Su Xiaomei (苏小梅)
- 1985 : Dim Sum: A Little Bit of Heart de Wayne Wang : Young m.j. player
- 1986 : Goodbye My Love (惡男) de Frankie Chan (en) : Ling Ti (吳領弟)
- 1986 : The Night Stalker (en) de Max Kleven : Mai Wing
- 1986 : Tai-Pan de Daryl Duke : May-May
- 1987 : Le Dernier Empereur (The Last Emperor) de Bernardo Bertolucci : Wan Jung
- 1989 : Le Sang des héros (The Blood of Heroes) de David Peoples : Kidda
- 1992 : Turtle Beach (en) de Stephen Wallace (en) : Minou
- 1992 : Twin Peaks: Fire Walk with Me de David Lynch : Jocelyn « Josie » Packard (non créditée, scènes coupées)
- 1993 : La Tentation d'un bonze (誘僧, Temptation of a Monk) de Clara Law : Princesse Hong'e (紅萼公主) / Qingshou (青绶夫人)
- 1993 : Entre ciel et terre (Heaven & Earth) d'Oliver Stone : Mama
- 1994 : Golden Gate de John Madden : Marilyn
- 1994 : Terrain miné (On Deadly Ground) de Steven Seagal : Masu
- 1994 : Red Rose White Rose (紅玫瑰白玫瑰) de Stanley Kwan : Wang Jiaorui (王嬌蕊)
- 1995 : La Proie (The Hunted) de J.F. Lawton (en) : Kirina
- 1995 : Judge Dredd de Danny Cannon : Ilsa Hayden
- 1996 : Wild Side de Donald Cammell : Virginia Chow (également productrice)
- 1996 : Golden Planet (en) (Precious Find) de Philippe Mora : Camilla Jones
- 1999 : Purple Storm (紫雨風暴) de Teddy Chan (en) : Shirley Kwan
- 2000 : What's Cooking? (en) de Gurinder Chadha : Trinh Nguyen
- 2004 : Jasmine Women (茉莉花开) de Hou Yong (en) : La mère de Mo (茉的母亲) / Mo (adulte) (茉)
- 2004 :Saving Face d'Alice Wu : Hwei-Lan Gao (Ma)
- 2004 : Avatar (en) (流放化身) de Kuo Jian-Hong (郭践红) : Madame Ong
- 2005 : Sunflower (en) (向日葵) de Zhang Yang : Zhang Xiuqing (秀清)
- 2006 : Americanese (en) d'Eric Byler (en) : Betty Nguyen
- 2007 : The Home Song Stories (en) (意) de Tony Ayres : Rose Hong (洪玫瑰)
- 2007 : Lust, Caution (色，戒) d'Ang Lee : Mme Yee (易太太)
- 2007 : Le soleil se lève aussi (太阳照常升起, The Sun Also Rises) de Jiang Wen : Dr Lin (林大夫)
- 2008 : The Leap Years (en) de Jean Yeo : Li-Ann (49 ans)
- 2008 : 24 City (二十四城记) de Jia Zhangke : Gu Minhua « Xiao Hua » (顾敏华·小花)
- 2008 : Dix-sept ans (十七, Shi Qi) de Joe Chow (姬诚) : La mère de Shi Qi (十七母亲)
- 2008 : All God's Children Can Dance de Robert Logevall : Evelyn
- 2009 : Le Dernier danseur de Mao (Mao's Last Dancer) de Bruce Beresford : La mère de Li Cunxin (娘)
- 2010 : Love in Disguise (en) (恋爱通告) de Leehom Wang : Joan
- 2010 : Color Me Love (爱出色) d'Alexi Tan (陳奕利) : Zoe
- 2011 : 1911 (辛亥革命) de Jackie Chan et Zhang Li (en) : Longyu (隆裕)
- 2012 : White Frog de Quentin Lee (en) : Irene Young
- 2012 : Passion Island (熱愛島) de Kam Kwok-Leung (甘國亮) : Johanna (祖安娜)
- 2012 : Let It Be (稍安勿躁) de Song Jinxiao (宋金笑) :  Niu (牛姐)
- 2012 : Double Xposure (en) (二次曝光) de Li Yu (en) : Dr Hao (郝医生)
- 2014 : Twin Peaks : Les pièces manquantes du dossier (Twin Peaks: The Missing Pieces) de David Lynch : Jocelyn « Josie » Packard
- 2014 : For Love or Money (en) (露水红颜) de Gao Xixi (en) : La mère de Xu Chengxun (徐母)
- 2015 : You Are My Sunshine (en) (何以笙箫默) de Yang Wenjun (zh) et Huang Bin (黄斌) : Pei Fangmei (裴方梅)
- 2015 : Lady of the Dynasty (en) (王朝的女人·杨贵妃) de Cheng Shiqing, Tian Zhuangzhuang et Zhang Yimou : Impératrice consort Wu (en)
- 2015 : Cairo Declaration (en) (开罗宣言) de Wen Deguang et Hu Minggang : Soong Ching-ling
- 2017 : The One (绝世高手) de Lu Zhengyu (zh) : Tommie « Madame Soup » Cruz (汤母·柯露思)
- 2017 : The House That Never Dies II (zh) (京城81號 II) de Joe Chien (zh) : Psychologue
- 2019 : Sheep Without a Shepherd (误杀) de Sam Quah (zh) : Laoorn
- 2020 : Tigertail d'Alan Yang : Yuan
- 2020 : Ava de Tate Taylor : Toni
- 2024 : Dìdi de Sean Wang : Chungsing Wang (également productrice)
- 2025 : The Wedding Banquet d'Andrew Ahn

#### Télévision

##### Séries télévisées
- 1985 : Deux flics à Miami (Miami Vice) : épisode Le Triangle d'or : Deuxième Partie (Golden Triangle: Part 2) de David Anspaugh : May Ying
- 1985 : MacGyver : épisode Le Triangle d'or (The Golden Triangle) de Paul Stanley : Lin
- 1990–1991 : Mystères à Twin Peaks (Twin Peaks) de David Lynch et Mark Frost : Jocelyn « Josie » Packard
- 1992 : Le bar de l'angoisse (en) (Nightmare Cafe) : épisode Nightmare Cafe de Phillip Noyce : Cliente du café
- 1992 : Strangers (en) : épisode Small Sounds and Tilting Shadows de Wayne Wang : La femme
- 1993 : Les Contes de la crypte (Tales from the Crypt) : épisode Soif de pensées (Food for Thought) de Rodman Flender (en) : Connie
- 1997 : Homicide (Homicide: Life on the Street) : épisode La Bague (Wu's on First?) de Tim McCann (en) : Elizabeth Wu
- 1997 : Et ils eurent beaucoup d'enfants (Happily Ever After: Fairy Tales for Every Child) : épisode Aladdin d'Edward Bell : Jade (animation, voix originale)
- 1998 : Au-delà du réel : L'aventure continue (The Outer Limits) : épisode Malentendu tragique (Phobos Rising) d'Helen Shaver : Major Dara Talif
- 2010 : Journey to the West (en) (西游记) de Cheng Lidong (程力栋) : Guan Yin (观音)
- 2011 : Fringe : épisode Renaissance (Immortality) de Brad Anderson : Reiko
- 2012 : Heroes of Sui and Tang (en) (隋唐英雄) de Lee Hon-to (李翰韬) : Impératrice Dugu (en) (独孤皇后)
- 2013 : Serangoon Road (en) de Paul D. Barron : Patricia Cheng
- 2013 : Meng's Palace (海上孟府) de Zhang Ting (张挺) : Er Jie (二姐)
- 2014–2016 : Marco Polo de John Fusco : Impératrice Chabi
- 2018 : Ruyi's Royal Love in the Palace (en) (如懿传) de Wang Jun (zh) : Ula-Nara Yixiu (en) (烏拉那拉·宜修)
- 2023 : Un meurtre au bout du monde (A Murder at the End of the World) : Lu Mei

##### Téléfilms
- 1991 : Wedlock, les prisonniers du futur (Wedlock) de Lewis Teague : Noelle
- 1992 : Steel Justice de Christopher Crowe (en) : Nicole Loa
- 1992 : Week-end meurtrier (Shadow of a Stranger) de Richard Friedman : Vanessa
- 1999 : In a Class of His Own (en) de Robert Munic (en) : Linda Ching
- 2012 : Hemingway & Gellhorn de Philip Kaufman : Madame Chiang

#### Clips publicitaires
- 2016 : Sky de Conservation International pour la campagne Nature Is Speaking : Le Ciel (Sky) (voix originale)
- 2016 : Tiankong (天空) de Conservation International pour la campagne Nature Is Speaking (大自然在说话) : Le Ciel (天空) (voix originale)

### Comme réalisatrice
- 1998 : Xiu Xiu (également scénariste et productrice)
- 2000 : Un automne à New York
- 2012 : Shanghai Strangers (court métrage, également scénariste et productrice )
- 2020 : The Iron Hammer (documentaire)
- 2022 : Shi jian you ta - segment China - Beijing Story, également scénariste

## Distinctions
- 2008 : Asian Film Awards : Meilleure actrice dans un second rôle pour The Sun Also Rises